# Шашаровський Володимир
Володи́мир Шашаро́вський (нар.11 січня 1905 — пом.15 грудня 1992), український актор на характерних ролях і режисер родом з Перемишля.

## Життєпис
Акторську кар'єру починав на польській сцені, згодом в українських мандрівних трупах Опанаса Карабіневича, Степана Залевського, Йосипа Стадника та в «Заграві» Олеся Степового і Володимира Блавацького.
1939–1940 в Театрі ім. Лесі Українки у Львові та Львівському Оперному театрі (1941–1944).
На еміграції в Німеччині в Ансамблі Українських Акторів (1945–1949) і в США в Українському театрі В. Блавацького (1949–1953), який Шашаровський очолив по смерті Володимира Блавацького (1953–1957). Згодом керував «Театром у п'ятницю» у Філадельфії (1963–1974).

## Ролі в театрі
- Орґон — «Тартюф» Мольєра

У Львові (1941–1944):
- Нечипір — «Степовий гість» Б. Грінченка
- Йоші — «Циганський барон» оперета Й. Штравса
- Корчмар — «Паґаніні» оперета Ф. Легара
- Стеткевич — «Облога» Ю. Косача
- Дон Пабльо де Альварес і Дона Мерцедес «Камінний господар» Лесі Українки
- Хлопов — «Ревізор» М. Гоголя
- Арлекін — «Хитра вдовичка» Карла Ґольдоні
- Мавріціо — «Самодури» Карла Ґольдоні
- Пилип Орлик — «Батурин» Б. Лепкого
- Ґілвдестерн — «Гамлет» Шекспіра
- Данило — «Земля» Василя Стефаника
- Левко — «Ніч під Івана Купала» М. Старицького
- Гайнріх Фельнер — «Мужчина з минулим» Арнольда і Баха

У Німеччині (1945–1949):
- Сусіда — «Народній Малахій» М. Куліша (1946)

У США:
- ? — «Вулиця Паркова ч.13» А. Іверса
- Дмитро — "Батурин Б. Лепкого
- Маламуд — «Отамана Пісні» (1950)
- Бірлінґ — «Прийшов інспектор» Прістлі (1951)

## Постановки
У Галичині:
- «Для щастя» Пшибишевського (193?)

У Львові:
- «Одержима» П'єси Лесі Українки (1943)

У Німеччині (1945–1949):
- «Чорноморці» Кухаренка
- «На хвилях ритму і мелодії», ревія

У США:
- «Чорноморці» Кухаренка (1950)
- «А ми тую червону калину» М. Понеділка (1955)
- «Ой, Морозе, Морозеньку» Григорія Лужницького (1964)
- «Легкодух» М. Бендікса (1966)
- «Медея» Жана Ануя (1970)